# Prince de Gérone
Le titre de prince de Gérone était au XVe siècle le titre des héritiers de la couronne d'Aragon. C'est aujourd'hui l'un des titres du prince des Asturies. Du titre de prince de Gérone dépendent les titres de duc de Montblanc, comte de Cerbère et seigneur de Balaguer.

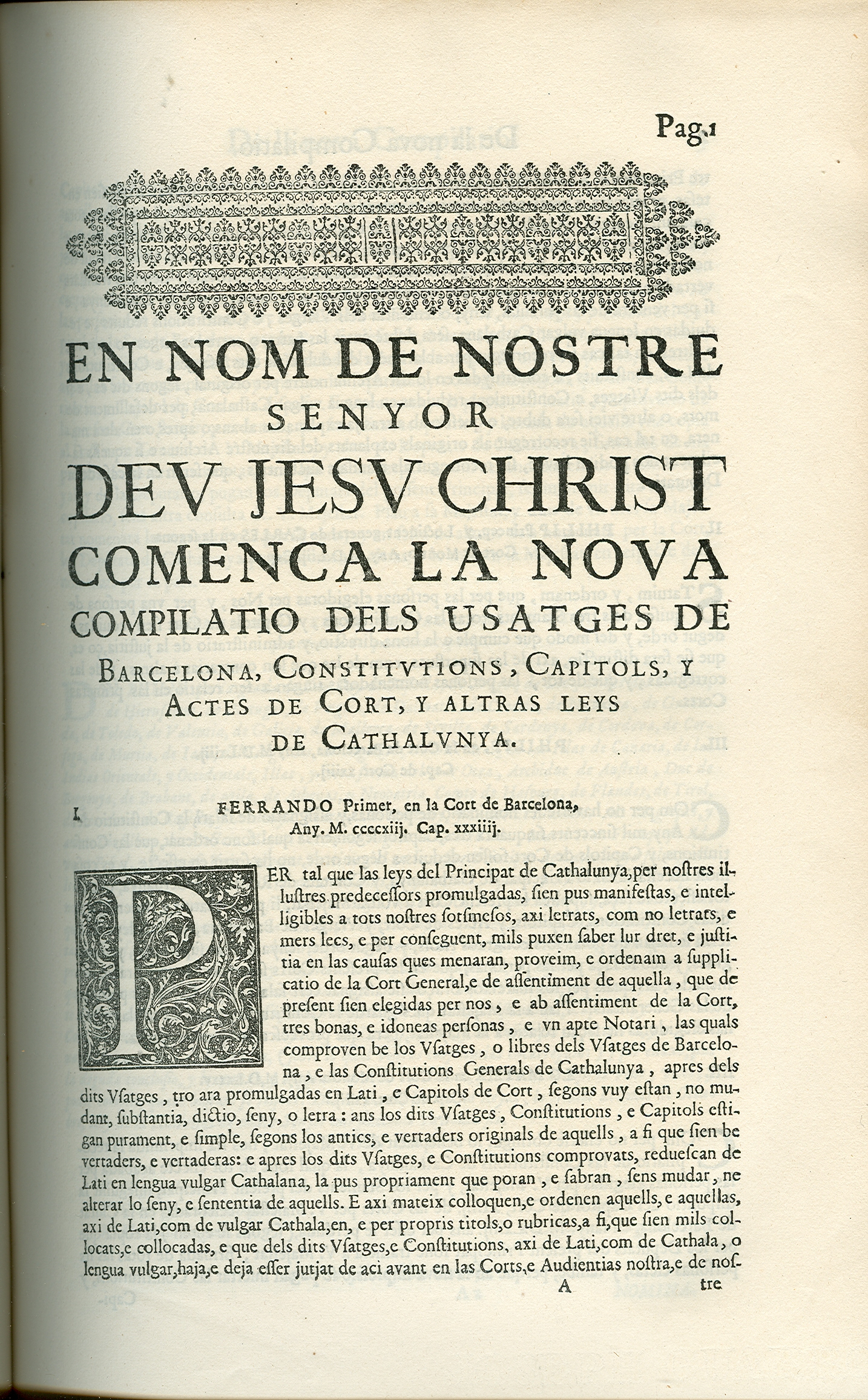
Compilació dels Usatges

## Historique
Depuis 1351, les héritiers de la couronne d'Aragon portaient le titre de duc de Gérone et de comte de Cerbère. En 1412 le roi Ferdinand d'Antequera, issu de la maison royale castillane, monta sur le trône d'Aragon. Il décida d'utiliser pour son fils aîné, l'infant Alphonse, le titre de prince de Gérone. Il semble que le roi ai suivi le modèle castillan, où l'héritier du trône portait le titre de prince des Asturies, modèle lui-même repris de l'Angleterre, où s'utilisait le titre de prince de Galles. La cérémonie d'investiture du prince de Gérone eut lieu lors du couronnement du roi le 5 septembre 1414. Au même moment le second fils du roi, l'infant Jean reçut le titre de duc de Montblanc.
Alphonse V, devenu roi en 1416, n'avait pas d'enfants et le titre de prince de Gérone ne pouvait pas être accordé à son héritier, son frère l'infant Jean, car il n'était pas le fils du roi en titre. Lorsque Jean devint roi en 1458, le titre de prince de Gérone fut peut-être pris par son fils Charles, plus connu sous le titre de prince de Viane qu'il portait en tant qu'héritier de Navarre. En 1461 à la mort du prince de Viane, c'est le second fils de Jean II, l'infant Ferdinand, auparavant duc de Montblanc, qui reçut le titre de prince de Gérone. C'est à partir de ce moment que le titre de duc de Montblanc fut intégré à celui de prince de Gérone.
Tous les héritiers de la couronne d'Aragon, puis de la monarchie espagnole portèrent le titre de Gérone jusqu'aux décrets de Nova Planta de 1707-1716. Après l'application de ces décrets, qui supprimaient la particularité juridique de la couronne d'Aragon au sein du royaume d'Espagne, le titre de prince de Gérone ne fut plus utilisé. La municipalité de Gérone tenta à plusieurs reprises, en 1777, 1860, 1871 et 1880 de convaincre la monarchie d'utiliser le titre de prince de Gérone, mais sans succès.

## Situation actuelle
Le titre a été automatiquement décerné au prince Felipe de Borbón car il fait partie de la liste des titres attribués à l'héritier du trône, prince des Asturies (décret royal n° 54/1977 du Bulletin officiel de l'État du 22 janvier 1977).  Le 21 avril 1990, le titre lui a été « conféré » par le président de la Généralité de Catalogne. 
Auparavant, il avait été décerné en 1961 par le prince Juan de Borbón, « comte de Barcelone », à son fils aîné, futur roi Juan Carlos Ier à l'occasion de son mariage avec la princesse Sofía de Grèce et ce dernier en usait officiellement sur son passeport diplomatique avec le titre de « prince des Asturies ». Mais ces titres étaient des titres de courtoisie car l'Espagne franquiste ne reconnaissait pas les titres de l'ancienne monarchie et Franco, bien qu'ayant officiellement rétabli la monarchie en 1947, avait créé le titre de prince d'Espagne pour le jeune prince Juan Carlos.

## Liste des princes de Gérone
- 1414-1416 : Alphonse d'Aragon, futur Alphonse V
- 1458-1461 : Charles d'Aragon, prince de Viane et duc de Gandie, neveu du précédent
- 1461-1478 : Ferdinand d'Aragon, duc de Montblanc, comte de Ribagorza et seigneur de Balaguer, futur Ferdinand II le Catholique, frère du précédent
- 1478-1497 : Jean d'Aragon, prince des Asturies, fils du précédent
- 1497-1504 : Jeanne d'Aragon, princesse des Asturies, future Jeanne Ire la Folle, sœur du précédent
- 1504-1516 : Charles de Habsbourg, prince des Asturies, archiduc d'Autriche, futur Charles Quint, fils de la précédente
- 1527-1556 : Philippe de Habsbourg, prince des Asturies, futur Philippe II, fils du précédent
- 1556-1568 : Charles de Habsbourg, prince des Asturies et de Viane, fils du précédent
- 1571-1578 : Ferdinand de Habsbourg, prince des Asturies et de Viane, frère du précédent
- 1578-1582 : Diègue de Habsbourg, prince des Asturies et de Viane, frère du précédent
- 1582-1598 : Philippe de Habsbourg, prince des Asturies et de Viane, futur Philippe III, frère du précédent
- 1605-1628 : Philippe de Habsbourg, prince des Asturies et de Viane, futur Philippe IV, fils du précédent
- 1626-1640 : Balthazar-Charles de Habsbourg, prince des Asturies et de Viane, fils du précédent
- 1657-1661 : Philippe-Prosper de Habsbourg, prince des Asturies et de Viane, frère du précédent
- 1661-1665 : Charles de Habsbourg, prince des Asturies et de Viane, futur Charles II, frère du précédent
- 1977-2014 : Felipe de Borbón y Grecia, prince des Asturies et de Viane
- Depuis 2014 : Leonor de Borbón y Ortiz, princesse des Asturies et de Viane